# Rhipidia (Eurhipidia) hexadiclona
Rhipidia (Eurhipidia) hexadiclona is een tweevleugelige uit de familie steltmuggen (Limoniidae). De soort komt voor in het Oriëntaals gebied.